# Лідь
Лідь (рос. Лидь) — присілок Бокситогорського району Ленінградської області Росії. Входить до складу Забор'євського сільського поселення.
Населення — 26 осіб (2012 рік). 